# Team Fortune
Team Fortune（チーム・フォーチュン）は、コナミアミューズメント（2016年10月まではコナミデジタルエンタテインメント）のメダルゲーム開発チームの一つである。
主にプッシャーゲームの開発を行う部署である。初期のメインプロデューサーは奥秋政人で、2010年まで作品のプロデュースを務めた。なお、奥秋は以後の作品でもエグゼクティブ・プロデューサーとして参加している。2011年以降の作品はそれまでディレクターであった佐々木龍がプロデューサーを務めた。その後、DREAMSPHERE GRAND CROSSを最後に名称の公表を中断していたが、2020年にスマッシュスタジアムの稼働に合わせTeam Fortune Nextという新たなチーム名を公表している。

## 概要
チーム名の由来は『フォーチュンオーブ』シリーズ（延べ3作）から。
『Team Fortune』のロゴが初めて登場したのは『GRAND CROSS』からではあるが、このゲーム以前に発売された『フォーチュンオーブ』シリーズや『ファンタジックフィーバー1、2、3』『ウィングファンタジア（アラビアンクリスタル）』に続いて、『GRAND CROSS』以降の同開発チーム製作のゲームには、『Team Fortune』のロゴが『KONAMI』ロゴ・『e-AMUSEMENT』ロゴ又は『MILLIONET』ロゴの次に登場する事となっている。なお、コナミのゲームで開発チームのロゴがタイトル画面に登場するのは非常に珍しいケースである。ロゴの表示はアニメーション版（同開発チームが得意とするボール物理抽選がモチーフ・ボールがポケットに落ちて『o』となりそこからロゴが表示される）と静止画版の2種類ある。
『GRAND CROSS PREMIUM』では、『KONAMI』ロゴの次に『MILLIONET』ロゴの順で進むと『Team Fortune』ロゴが出ず即座にタイトルビジュアルに移行する（センタースクリーン・各ステーション部共通／当時）。これは『MILLIONET』接続時のみ起こる現象であるが、2010年4月21日のオンラインアップデートにより、センタースクリーン部のみ『KONAMI⇒MILLIONET⇒Team Fortune』の通常パターンに修正されている。

## メディア出演について
奥秋政人はワールドビジネスサテライトの特集によるインタビュー出演があり、佐々木龍は『月刊アルカディア』（エンターブレイン）2011年4月号のアーケード版ラブプラス2作品のインタビュー記事に登場している。

## 製作タイトルリスト

### 旧Team Fortune
- GRAND CROSS(GRAND CROSS PLUS)
- スピンフィーバー
- ファンタジックフィーバー3
- GRAND CROSS PREMIUM
- スピンフィーバー第2章 夢水晶と魔法のメロディー
- FORTUNE TRINITY
- PANORAMA FANTASY
- GRAND CROSS CHRONICLE
- ラブプラス MEDAL Happy Daily Life - 同チームの作品で唯一物理抽選を使用していない。また、この筐体はのちにFEATUREWORLDに変更されたものもある[3]
- スピンフィーバー 夢幻のオーケストラ
- VenusFountain
- フォーチュントリニティ2
- DREAMSPHERE GRAND CROSS

### Team Fortune Next
- スマッシュスタジアム
- FORTUNE TRINITY 精霊の至宝祭
- GRAND CROSS GOLD